# 沃特敦 (康乃狄克州)
沃特敦（英語：Watertown）是一個位於美國康乃狄克州利奇菲爾德縣的城鎮。

## 地理
沃特敦的座標為41°37′00″N 73°07′00″W / 41.61667°N 73.11667°W，而該地的平均海拔高度為189米（即620英尺）。

## 人口
根據2010年美國人口普查的數據，沃特敦的面積為76.70平方千米，當中陸地面積為75.60平方千米，而水域面積為1.10平方千米。當地共有人口22,514人，而人口密度為每平方千米293人。